# Cruz Alta (Serra de Sintra)
Cruz Alta é o ponto mais alto da Serra de Sintra, em Portugal. Situa-se no Parque da Pena. A sua altitude é 529 m, tendo proeminência topográfica de 336 metros e isolamento de 51.37 km O nome provém da instalação de uma cruz cimeira no seu topo, de onde observa uma vasta extensão da península de Lisboa, incluindo os concelhos de Sintra e Cascais, o cabo da Roca, e o vizinho Palácio da Pena.